# Offekerque
Offekerque (niederländisch: Offekerke (älter Hofkerke)) ist eine französische Gemeinde mit 1.288 Einwohnern (Stand: 1. Januar 2022) im Département Pas-de-Calais in der Region Hauts-de-France (vor 2016: Nord-Pas-de-Calais). Sie gehört seit 2017 zum Arrondissement Calais (zuvor Saint-Omer) und zum Kanton Marck (bis 2015: Kanton Audruicq).

## Geographie
Offekerque liegt etwa zehn Kilometer ostsüdöstlich von Calais und etwa 28 Kilometer westsüdwestlich von Dünkirchen. Umgeben wird Offekerque von den Nachbargemeinden Oye-Plage im Norden und Nordosten, Nouvelle-Église im Osten, Nortkerque im Süden, Guemps im Westen sowie Marck im Nordwesten.
Durch die Gemeinde führt die Autoroute A16.

## Demographie
| Bevölkerungsentwicklung   | Bevölkerungsentwicklung | Bevölkerungsentwicklung | Bevölkerungsentwicklung | Bevölkerungsentwicklung | Bevölkerungsentwicklung | Bevölkerungsentwicklung | Bevölkerungsentwicklung | Bevölkerungsentwicklung |
| ------------------------- | ----------------------- | ----------------------- | ----------------------- | ----------------------- | ----------------------- | ----------------------- | ----------------------- | ----------------------- |
| Jahr                      | 1962                    | 1968                    | 1975                    | 1982                    | 1990                    | 1999                    | 2006                    | 2013                    |
| Einwohner                 | 634                     | 635                     | 628                     | 698                     | 759                     | 939                     | 1008                    | 1147                    |
| Quelle: Cassini und INSEE |                         |                         |                         |                         |                         |                         |                         |                         |

## Sehenswürdigkeiten
- Kirche Sainte-Thérèse-de-l'Enfant-Jésus von 1936
- Windmühle („Weiße Mühle“ oder „Mühle Lianne“ genannt)
- Die Mühle Olieux ist mittlerweile ins Mühlenmuseum nach Villeneuve-d’Ascq transloziert worden
- Empfangsgebäude des alten Bahnhofs

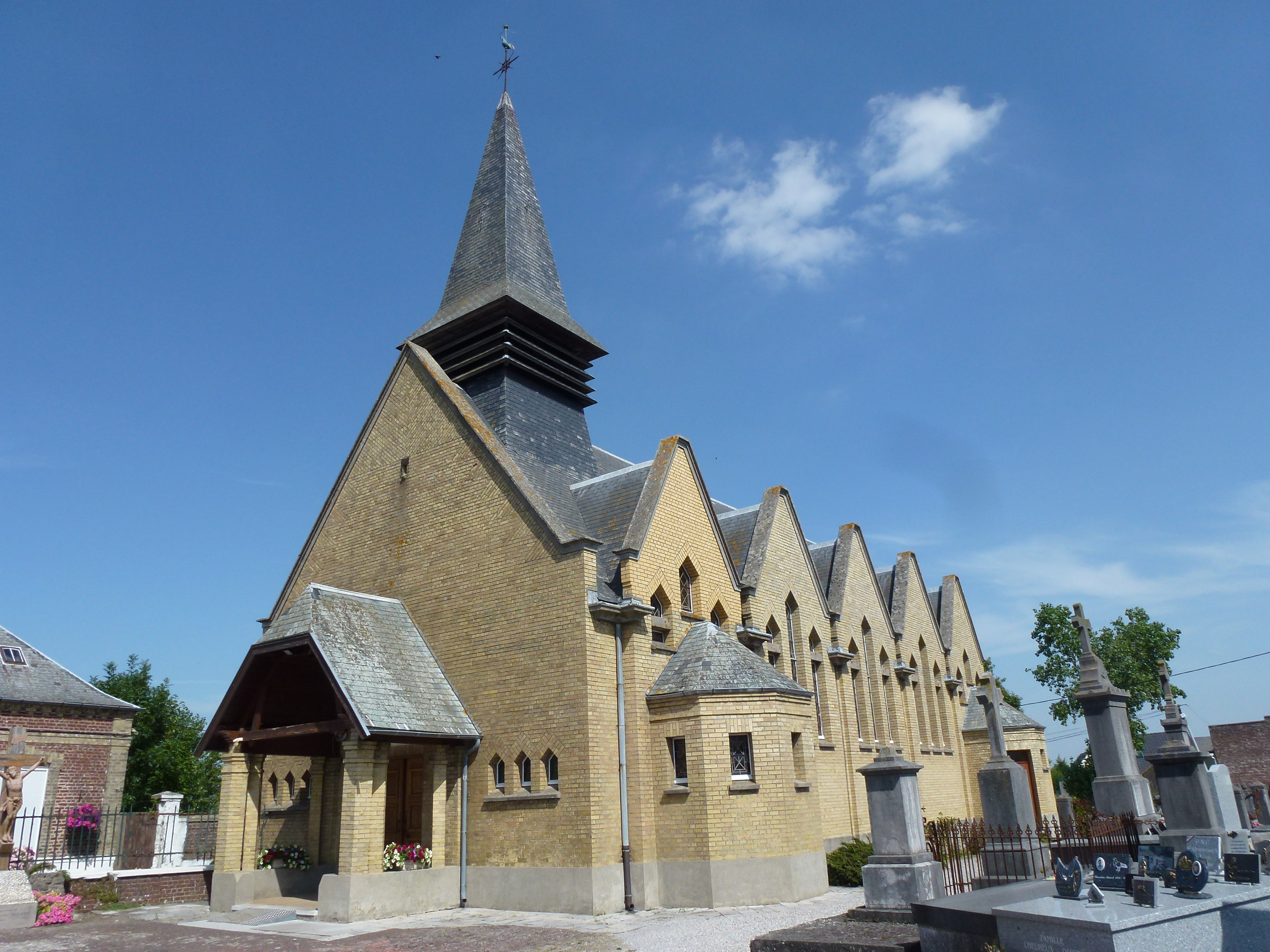
Kirche Sainte-Thérèse-de-l'Enfant-Jésus
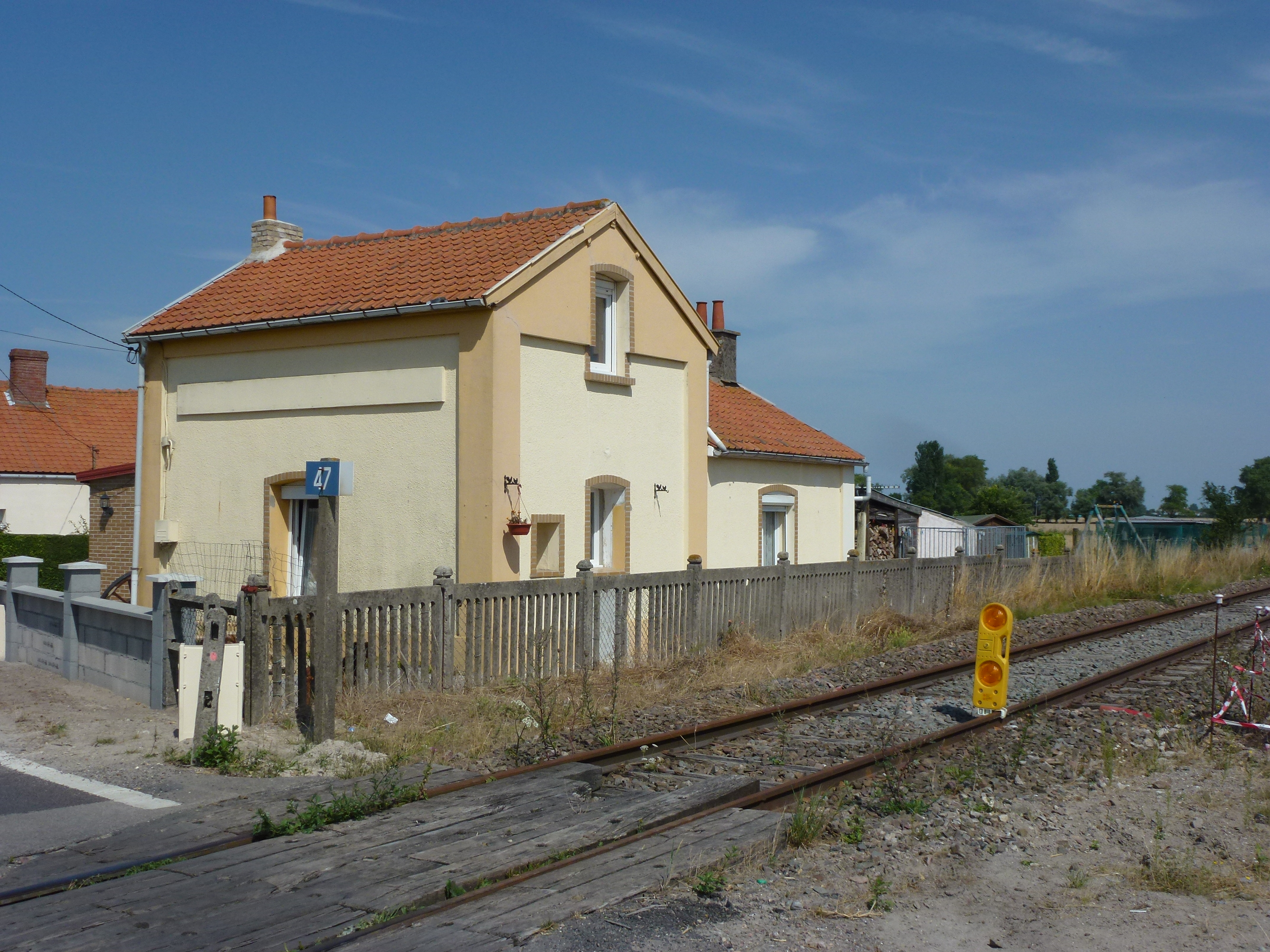
Ehemaliges Bahnhofsgebäude